# روبي ستيوارت (لاعب اتحاد الرغبي)
روبي ستيوارت (بالإنجليزية: Robbie Stuart)‏ هو لاعب اتحاد الرغبي نيوزيلندي، ولد في 9 يناير 1948 في نيبيار في نيوزيلندا.